# بریستول (کنتیکت)
بریستول، کنتیکت (به انگلیسی: Bristol, Connecticut) یک شهر با جمعیت ۶۰٬۴۷۷ نفر که در کنتیکت، ایالات متحده آمریکا واقع شده‌است.

## موقعیت جغرافیایی
موقعیت جغرافیایی شهرها و مناطق اطراف به شرح زیر است:

## نگارخانه

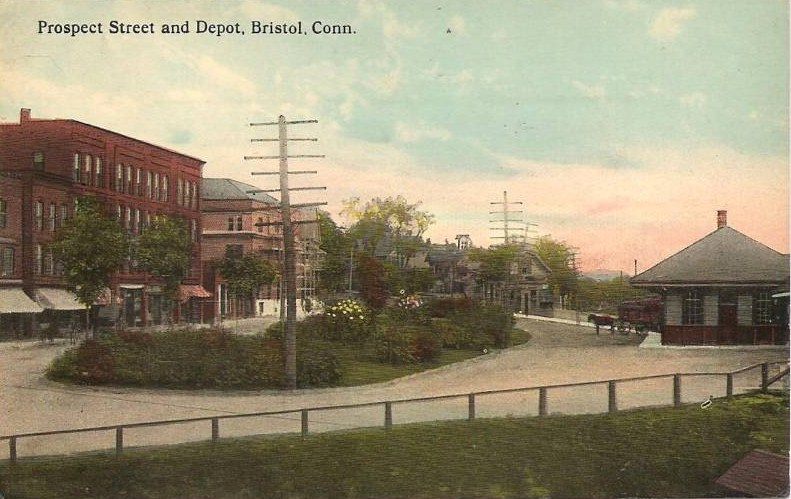
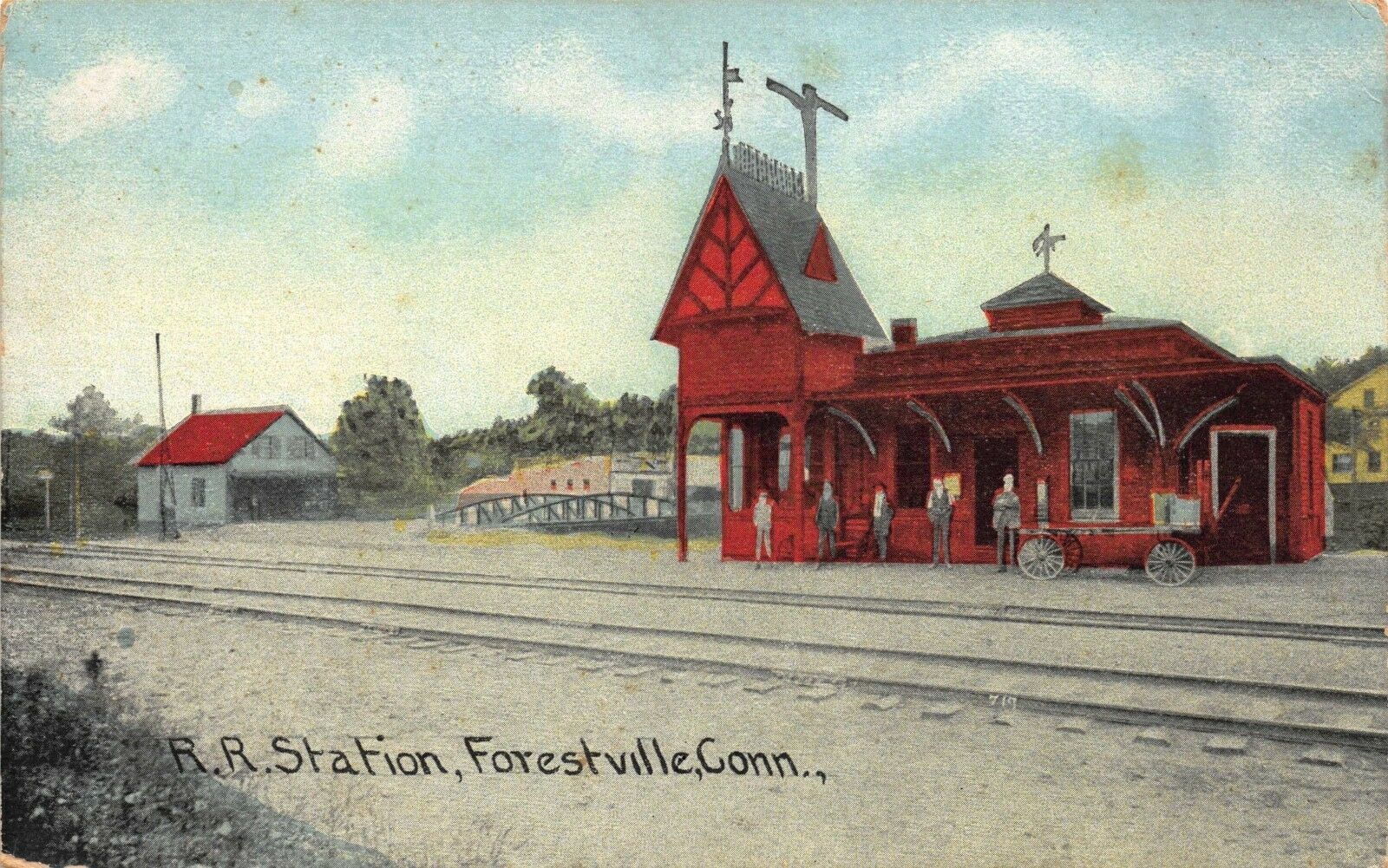